# اسمیتسون (دهانه)
اسمیتسون یک دهانه برخوردی در ماه‌ است.